# خاکستر به خاکستر (ترانه دیوید بویی)
«خاکستر به خاکستر» (انگلیسی: Ashes to Ashes) ترانه‌ای از دیوید بویی، خواننده-ترانه‌سرای انگلستانی است. این ترانه به عنوان تک‌آهنگ آغازین آلبوم هیولاهای ترسناک (و ابروحشتناک‌ها) در سال ۱۹۸۰ منتشر شد و به دومین تک‌آهنگ شماره یک بویی در بریتانیا تبدیل شد. این ترانه همچنین برای ویدئوی ابتکاری خود به کارگردانی بویی و دیوید مالت معروف است که در آن زمان پرهزینه‌ترین موزیک ویدئو ساخته شده بود.
متن ترانه‌ها شخصیت اصلی سرگرد تام از «شگفتی فضا» (۱۹۶۹) در یک موضوع تاریک‌تر را دوباره مرور می‌کنند و بویی بار دیگر در سال ۱۹۹۵ با «هی اسپیس‌بوی» و در سال ۲۰۱۵ با «بلک‌استار» به آن اشاره کرد.
دیو تامپسون ، منتقد آل‌میوزیک این قطعه و موزیک ویدئوی همراه آن را «تصدیق بسیار عمدی از صحنه رومانتیک جدید در آن دوره در حال رشد» توصیف کرد. «خاکستر به خاکستر» توسط مجلهٔ ان‌ام‌ئی رتبه پنجم بهترین تک‌آهنگ سال ۱۹۸۰ را کسب کرد.